# Salomonski kakadu
Salomonski kakadu (lat. Cacatua ducorpsii) je endemska vrsta kakadua na Salomonskim Otocima. To je mali bijeli kakadu. Obitava na većini Salomonskih otoka, odsutan je samo na otoku Makiri na jugu. Nastanjuje nizinske prašume, sekundarne šume, čistine i vrtove.

## Opis
Salomonski kakadu je oko 30 cm dug. Pretežno je bijele boje. Ima plavi krug oko očiju i krestu, koja sliči na podignuto jedro. Kao i ostali članovi podroda Licmetis, ima blijedi kljun.

## Razmnožavanje
Gnijezdi se u dupljama drveća. Jaja su bijela i obično dva u gnijezdu. Vrijeme inkubacije traje oko 25 dana, a pilići napuštaju gnijezdo oko 62 dana nakon valjenja.